# Lista de finais do Campeonato Brasileiro de Futebol da Série A
Este artigo traz uma lista com todos as finais do Campeonato Brasileiro de Futebol, decididas em jogos de ida e volta e em alguns casos em uma terceira partida. Nas edições em que os campeonatos foram decididos no sistema de pontos corridos, foram considerados os jogos de confirmação matemática de título, chamado de "Jogo do título".

## Lista
| Ano                | Árbitro                         | Estádio             | Partida                               | TIPO DE JOGO           |
| 1937               | Júlio Corrêa de Melo            | Lourdes             | Atlético – MG 5 x 1 Rio Branco        | JOGO DO TÍTULO         |
| 1959               | Alberto da Gama Malcher         | Vila Belmiro        | Santos 2 x 3 Bahia                    | FINAL                  |
| 1959               | José Monteiro Alencar           | Fonte Nova          | Bahia 0 x 2 Santos                    | FINAL                  |
| 1959               | Frederico Lopes                 | Maracanã            | Bahia 3 x 1 Santos                    | FINAL (Jogo Extra)     |
| 1960               | João Etzel Filho – SP           | Presidente Vargas   | Fortaleza 1 x 3 Palmeiras             | FINAL                  |
| 1960               | Ricardo Bonadies                | Pacaembu            | Palmeiras 8 x 2 Fortaleza             | FINAL                  |
| 1961               | Olten Ayres de Abreu            | Fonte Nova          | Bahia 1 x 1 Santos                    | FINAL                  |
| 1961               | Baymonilso Lisboa               | Pacaembu            | Santos 5 x 1 Bahia                    | FINAL                  |
| 1962               | Armando Marques                 | Pacaembu            | Santos 4 x 3 Botafogo                 | FINAL                  |
| 1962               | Catão Montez Júnior             | Maracanã            | Botafogo 3 x 1 Santos                 | FINAL                  |
| 1962               | Eunápio de Queiroz              | Maracanã            | Botafogo 0 x 5 Santos                 | FINAL (Jogo Extra)     |
| 1963               | Armando Marques                 | Pacaembu            | Santos 6 x 0 Bahia                    | FINAL                  |
| 1963               | Armando Marques                 | Fonte Nova          | Bahia 0 x 2 Santos                    | FINAL                  |
| 1964               | Armando Marques                 | Pacaembu            | Santos 4 x 1 Flamengo                 | FINAL                  |
| 1964               | Armando Marques                 | Maracanã            | Flamengo 0 x 0 Santos                 | FINAL                  |
| 1965               | Romualdo Arppi Filho            | Pacaembu            | Santos 5 x 1 Vasco da Gama            | FINAL                  |
| 1965               | Armando Marques                 | Maracanã            | Vasco da Gama 0 x 1 Santos            | FINAL                  |
| 1966               | Armando Marques                 | Mineirão            | Cruzeiro 6 x 2 Santos                 | FINAL                  |
| 1966               | Armando Marques                 | Pacaembu            | Santos 2 x 3 Cruzeiro                 | FINAL                  |
| 1967 (T.R.G.P)     | João Carlos Ferrari             | Pacaembu            | Palmeiras 2 x 1 Grêmio                | JOGO DO TÍTULO         |
| 1967 (Taça Brasil) | Arnaldo Cezar Coelho            | Ilha do Retiro      | Náutico 1 x 3 Palmeiras               | FINAL                  |
| 1967 (Taça Brasil) | Arnaldo Cezar Coelho            | Pacaembu            | Palmeiras 1 x 2 Náutico               | FINAL                  |
| 1967 (Taça Brasil) | Armando Marques                 | Maracanã            | Palmeiras 2 x 0 Náutico               | FINAL (Jogo Extra)     |
| 1968 (T.R.G. P)    | Arnaldo Cezar Coelho            | Maracanã            | Vasco da Gama 1 x 2 Santos            | JOGO DO TÍTULO         |
| 1968 (Taça Brasil) | José Mário Vinhas               | Presidente Vargas   | Fortaleza 2 x 2 Botafogo              | FINAL                  |
| 1968 (Taça Brasil) | Guálter Portela Filho – RJ      | Maracanã            | Botafogo 4 x 0 Fortaleza              | FINAL                  |
| 1969               | Armando Marques                 | Morumbi             | Palmeiras 3 x 1 Botafogo              | JOGO DO TÍTULO         |
| 1970               | José Favilli Neto               | Maracanã            | Fluminense 1 x 1 Atlético – MG        | JOGO DO TÍTULO         |
| 1971               | Armando Marques                 | Maracanã            | Botafogo 0 x 1 Atlético – MG          | JOGO DO TÍTULO         |
| 1972               | Agomar Martins – RS             | Morumbi             | Palmeiras 0 x 0 Botafogo              | FINAL                  |
| 1973               | Arnaldo Cezar Coelho            | Morumbi             | Palmeiras 0 x 0 São Paulo             | JOGO DO TÍTULO         |
| 1974               | Armando Marques                 | Maracanã            | Vasco da Gama 2 x 1 Cruzeiro          | JOGO EXTRA             |
| 1975               | Dulcídio Wanderley Boschilla    | Beira Rio           | Internacional 1 x 0 Cruzeiro          | FINAL                  |
| 1976               | José Roberto Wright             | Beira Rio           | Internacional 2 x 0 Corinthians       | FINAL                  |
| 1977               | Arnaldo Cezar Coelho            | Mineirão            | Atlético – MG (2) 0 x 0 (3) São Paulo | FINAL                  |
| 1978               | Arnaldo Cezar Coelho            | Morumbi             | Palmeiras 0 x 1 Guarani               | FINAL                  |
| 1978               | José Roberto Wright             | Brinco de Ouro      | Guarani 1 x 0 Palmeiras               | FINAL                  |
| 1979               | Oscar Scolfaro                  | Maracanã            | Vasco da Gama 0 x 2 Internacional     | FINAL                  |
| 1979               | José Favilli Neto               | Beira Rio           | Internacional 2 x 1 Vasco da Gama     | FINAL                  |
| 1980               | Romualdo Arppi Filho            | Mineirão            | Atlético – MG 1 x 0 Flamengo          | FINAL                  |
| 1980               | José de Assis Aragão            | Maracanã            | Flamengo 3 x 2 Atlético – MG          | FINAL                  |
| 1981               | Arnaldo Cezar Coelho            | Olímpico            | Grêmio 2 x 1 São Paulo                | FINAL                  |
| 1981               | José Roberto Wright             | Morumbi             | São Paulo 0 x 1 Grêmio                | FINAL                  |
| 1982               | José Roberto Wright             | Olímpico            | Flamengo 1 x 1 Grêmio                 | FINAL                  |
| 1982               | José Roberto Wright             | Maracanã            | Grêmio 0 x 0 Flamengo                 | FINAL                  |
| 1982               | Oscar Scolfaro                  | Olímpico            | Grêmio 0 x 1 Flamengo                 | FINAL (Jogo Extra)     |
| 1983               | José de Assis Aragão            | Morumbi             | Santos 2 x 1 Flamengo                 | FINAL                  |
| 1983               | Arnaldo Cezar Coelho            | Maracanã            | Flamengo 3 x 0 Santos                 | FINAL                  |
| 1984               | Luís Carlos Felix               | Maracanã            | Vasco da Gama 0 x 1 Fluminense        | FINAL                  |
| 1984               | Romualdo Arppi Filho            | Maracanã            | Fluminense 0 x 0 Vasco da Gama        | FINAL                  |
| 1985               | Romualdo Arppi Filho            | Maracanã            | Bangu (5) 1 x 1 (6) Coritiba          | FINAL                  |
| 1986               | Romualdo Arppi Filho            | Morumbi             | São Paulo 0 x 0 Guarani               | FINAL                  |
| 1986               | José de Assis Aragão            | Brinco de Ouro      | Guarani (3) 3 x 3 (4) São Paulo       | FINAL                  |
| 1987               | Luís Carlos Felix               | Ilha do Retiro      | Sport 1 x 0 Guarani                   | JOGO DO TÍTULO         |
| 1988               | Romualdo Arppi Filho            | Fonte Nova          | Bahia 2 x 1 Internacional             | FINAL                  |
| 1988               | Dulcídio Wanderley Boschilla    | Beira Rio           | Internacional 0 x 0 Bahia             | FINAL                  |
| 1989               | Wilson Carlos dos Santos        | Morumbi             | São Paulo 0 x 1 Vasco da Gama         | FINAL                  |
| 1990               | José Aparecido de Oliveira      | Morumbi             | Corinthians 1 x 0 São Paulo           | FINAL                  |
| 1990               | Edmundo Lima Filho              | Morumbi             | São Paulo 0 x 1 Corinthians           | FINAL                  |
| 1991               | Márcio Rezende de Freitas       | Morumbi             | São Paulo 1 x 0 Bragantino            | FINAL                  |
| 1991               | José Roberto Wright             | Marcelo Stefáni     | Bragantino 0 x 0 São Paulo            | FINAL                  |
| 1992               | José Roberto Wright             | Maracanã            | Flamengo 3 x 0 Botafogo               | FINAL                  |
| 1992               | José Roberto Wright             | Maracanã            | Botafogo 2 x 2 Flamengo               | FINAL                  |
| 1993               | Renato Marsiglia                | Fonte Nova          | Vitória 0 x 1 Palmeiras               | FINAL                  |
| 1993               | Márcio Rezende de Freitas       | Morumbi             | Palmeiras 2 x 0 Vitória               | FINAL                  |
| 1994               | Antônio Pereira da Silva        | Pacaembu            | Palmeiras 3 x 1 Corinthians           | FINAL                  |
| 1994               | Márcio Rezende de Freitas       | Pacaembu            | Corinthians1 x 1 Palmeiras            | FINAL                  |
| 1995               | Sidrack Marinho dos Santos      | Maracanã            | Botafogo 2 x 1 Santos                 | FINAL                  |
| 1995               | Márcio Rezende de Freitas       | Pacaembu            | Santos 1 x 1 Botafogo                 | FINAL                  |
| 1996               | Sidrack Marinho dos Santos      | Morumbi             | Portuguesa 2 x 0 Grêmio               | FINAL                  |
| 1996               | Márcio Rezende de Freitas       | Olímpico            | Grêmio 2 x 0 Portuguesa               | FINAL                  |
| 1997               | Antônio Pereira da Silva        | Morumbi             | Palmeiras 0 x 0 Vasco da Gama         | FINAL                  |
| 1997               | Sidrack Marinho dos Santos      | Maracanã            | Vasco da Gama 0 x 0 Palmeiras         | FINAL                  |
| 1998               | Carlos Eugênio Simon            | Mineirão            | Cruzeiro 2 x 2 Corinthians            | FINAL                  |
| 1998               | Luciano Augusto Almeida         | Morumbi             | Corinthians 1 x 1 Cruzeiro            | FINAL                  |
| 1998               | Carlos Eugênio Simon            | Morumbi             | Corinthians 2 x 0 Cruzeiro            | FINAL (JOGO DESEMPATE) |
| 1999               | Oscar Roberto Godói             | Mineirão            | Atlético – MG 3 x 2 Corinthians       | FINAL                  |
| 1999               | Márcio Rezende de Freitas       | Morumbi             | Corinthians 2 x 0 Atlético – MG       | FINAL                  |
| 1999               | Carlos Eugênio Simon            | Morumbi             | Corinthians 0 x 0 Atlético – MG       | FINAL (JOGO DESEMPATE) |
| 2000               | Carlos Eugênio Simon            | Palestra Itália     | São Caetano 1 x 1 Vasco da Gama       | FINAL                  |
| 2000               | Márcio Rezende de Freitas       | Maracanã            | Vasco da Gama 3 x 1 São Caetano       | FINAL                  |
| 2001               | Carlos Eugênio Simon            | Arena da Baixada    | Atlético – PR 4 x 2 São Caetano       | FINAL                  |
| 2001               | Carlos Eugênio Simon            | Anacleto Campanella | São Caetano 1 x 1 Atlético – PR       | FINAL                  |
| 2002               | Antônio Pereira da Silva        | Morumbi             | Santos 2 x 0 Corinthians              | FINAL                  |
| 2002               | Carlos Eugênio Simon            | Morumbi             | Corinthians 2 x 3 Santos              | FINAL                  |
| 2003               | Héber Roberto Lopes             | Mineirão            | Cruzeiro 2 x 1 Paysandu               | JOGO DO TÍTULO         |
| 2004               | Leonardo Gaciba da Silva        | Benedito Teixeira   | Santos 2 x 1 Vasco da Gama            | JOGO DO TÍTULO         |
| 2005               | Evandro Rogério Roman           | Serra Dourada       | Goiás 3 x 2 Corinthians               | JOGO DO TÍTULO         |
| 2006               | Alicio Pena Júnior              | Morumbi             | São Paulo 1 x 1 Atlético – PR         | JOGO DO TÍTULO         |
| 2007               | Lourival Dias Lima Filho        | Morumbi             | São Paulo 3 x 0 América - RN          | JOGO DO TÍTULO         |
| 2008               | Jailson Macedo Freitas          | Bezerrão            | Goiás 0 x 1 São Paulo                 | JOGO DO TÍTULO         |
| 2009               | Héber Roberto Lopes             | Maracanã            | Flamengo 2 x 1 Grêmio                 | JOGO DO TÍTULO         |
| 2010               | Carlos Eugênio Simon            | Maracanã            | Fluminense 1 x 0 Guarani              | JOGO DO TÍTULO         |
| 2011               | Wilson Luiz Seneme              | Pacaembu            | Corinthians 0 x 0 Palmeiras           | JOGO DO TÍTULO         |
| 2012               | Leandro Pedro Vuaden            | Eduardo José Farah  | Palmeiras 2 x 3 Fluminense            | JOGO DO TÍTULO         |
| 2013               | Paulo Henrique de Godoy Bezerra | Barradão            | Vitória 1 x 3 Cruzeiro                | JOGO DO TÍTULO         |
| 2014               | Paulo Henrique de Godoy Bezerra | Mineirão            | Cruzeiro 2 x 1 Goiás                  | JOGO DO TÍTULO         |
| 2015               | Anderson Daronco                | São Januário        | Vasco da Gama 1 x 1 Corinthians       | JOGO DO TÍTULO         |
| 2016               | Anderson Daronco                | Arena Palmeiras     | Palmeiras 1 x 0 Chapecoense           | JOGO DO TÍTULO         |
| 2017               | Bráulio da Silva Machado        | Arena Corinthians   | Corinthians 3 x 1 Fluminense          | JOGO DO TÍTULO         |
| 2018               | Rafael Traci                    | São Januário        | Vasco da Gama 0 x 1 Palmeiras         | JOGO DO TÍTULO         |
| 2019               | Wilton Pereira Sampaio          | Maracanã            | Flamengo 4 x 4 Vasco da Gama          | JOGO DO TÍTULO         |
| 2020               | Rodolpho Toski Marques          | Morumbi             | São Paulo 2 x 1 Flamengo              | JOGO DO TÍTULO         |
| 2021               | Flávio Rodrigues de Souza       | Fonte Nova          | Bahia 2 x 3 Atlético/MG               | JOGO DO TÍTULO         |
| 2022               | Bráulio da Silva Machado        | Arena da Baixada    | Atlético – PR 1 x 3 Palmeiras         | JOGO DO TÍTULO         |
| 2023               | Anderson Daronco                | Mineirão            | Cruzeiro 1 x 1 Palmeiras              | JOGO DO TÍTULO         |
| 2024               | Anderson Daronco                | Nilton Santos       | Botafogo 2 x 1 São Paulo              | JOGO DO TÍTULO         |